# Cinysca
Cinysca là một chi ốc biển, là động vật thân mềm chân bụng sống ở biển trong họ Areneidae.

## Các loài
Các loài trong chi Cinysca gồm có:
- Cinysca alvesi Rubio & Rolan, 2002[2]
- Cinysca arlequin Rubio & Rolan, 2002[3]
- Cinysca dunkeri (Philippi, 1852)[4]
- Cinysca granulosa (Krauss, 1848)[5]